# Iphiaulax decemmaculatus
Iphiaulax decemmaculatus är en stekelart som beskrevs av Szepligeti 1911. Iphiaulax decemmaculatus ingår i släktet Iphiaulax och familjen bracksteklar. Inga underarter finns listade i Catalogue of Life.